# Folke Borg
Folke Arvidsson Borg, född 16 augusti 1892 i Filipstad, död 24 maj 1950 i Göteborg, var en svensk zoolog. Han var brorson till Axel Borg.
Borg blev filosofie doktor i Uppsala 1926, docent i zoologi 1929. Han blev lektor vid Folkskoleseminariet i Växjö 1924, vid högre allmänna läroverket i Uppsala 1928 och rektor vid Folkskoleseminariet i Lund 1944. Borgs vetenskapliga författarskap rörde huvudsakligen mossdjur, som han behandlade från skilda synpunkter. På sitt område var han sin samtids främsta specialist. Borg utgav även populärvetenskapliga uppsatser och läroböcker i zoologi för gymnasiet och bedrev studier vid flera biologiska stationer och museer. Han biträdde Skolöverstyrelsen vid uppgörande av kursplaner i biologi och hälsolära vid de allmänna läroverken. Folke Borg är gravsatt på Gränna kyrkogård.